# Indre Fosen
Indre Fosen er en kommune på halvøen Fosen i Trøndelag. Indre Fosen består af de tidligere kommuner Rissa i Sør-Trøndelag og Leksvik i Nord-Trøndelag, som slog sig sammen til en kommune den 1. januar 2018, samtidig med Trøndelag blev slået sammen til et fylke.
Indre Fosen grænser mod Åfjord og Verran i nord, Bjugn i nordvest og Inderøy i nordøst, og mod Frosta, Trondheim, Agdenes i Trondheimsfjorden.
Administrationen af den nye kommune ligger i Årnset i den tidligere Rissa kommune.

## Geografi
Indre Fosen ligger på Fosenhalvøen, ved Trondheimsfjorden, op til Stjørnfjorden mellem Ørland, Bjugn og Rissa. Området består af et kuperet landskab, med toppe op mod 600 moh. Ytre Skurvhatten er det højeste punkt i kommunen, med sine 622,6 moh. Mellem Leksvik og Vanvikan ligger fjeldet Kjerringklumpen, som med sine 602 moh var det højeste punkt i Leksvik. I Indre Fosen ligger Fosens største sø, Storvatnet.

## Samfund

### Uddannelse
Der er 7 grundskoler i Indre Fosen, hvoraf en af dem er en privatskole, Skaugdalen montessoriskole. De andre er Fevåg/Hasselvika, Mælan, Stadsbygd, Testmann Minne, Vanvikan og Åsly skoler.
Der er to videregående skoler i kommunen, Leksvik videregående skole og Rissa videregående skole.

### Politik
Borgmester i Indre Fosen er tidligere Leksvik-ordfører Steinar Saghaug i Høyre.

### Byer og bygder
Der ligger flere bygder og en del byer i kommunen, blandt andet Leksvik, Rissa, Vanvikan, Hasselvika, Stadsbygd og Råkvåg.
Det er 8 kirker i Indre Fosen, Rissa kirke, Leksvik kirke, Stranda kirke, Stadsbygd kirke, Rein kirke, Hasselvika kirke, Ramsvik kirke og Frengen kapell. Tidligere lå Hindrum kirke i Leksvik, men den blev nedrevet i 1897, men genopbygget igen i 2010, som en kopi af Haltdalen kirke.

## Kultur

### Kommunevåbnet
Indre Fosens kommunevåben er Leksviks gamle kommunevåben. Det er i blåt en indbøjet sølvspids som ender i et kløverblad. Våbnet blev godkendt i 1990 som Leksviks kommunevåben og blev tegnet af Einar H. Skjervold.

### Seværdigheder
- Rein kloster
- Rein kirke
- Museet Kystens Arv
- Råkvåg med bryggerøkker og kystkulturmiljø
- Rissaraset
- Rissa kirke
- Stadsbygd kirke
- Hasselvika kirke
- Ramsvik kapell
- Helleristningerne på Stykket
- Serberhytta
- Våttån
- Amborneset
- Leksvik kirke
- Stranda kirke
- Hindrum kirke
- Minnesmærke om Anders Solli
- Bjørnåa

## Historie

### Tidlig historie
Det findes spor af menneskelig aktivitet fra tidligt i yngre stenalder, for omkring 5000-5500 år siden. Helleristningene på Stykket i Stadsbygd (elgfigurer) vidner om en tid da menneskene i Trøndelag endnu levede af fiskeri og fangst, foruden indsamling af skaldyr, planter og rødder. På Amborneset i Leksvik er der også fundet spor af mennesker fra bronze- og jernalderen, og muligvis tilbage til stenalderen.
Ved hjælp af navneforskning kan man temmelig sikkert slå fast at der har boet mennesker i kommunen fra før vikingetid (yngre jernalder). Eksempler her er navne som ender på vin og heim: Grenne (Granvin), Dæli (Dalvin), Askjem og Solem. Formentlig var der stor befolkningstilvækst her i tidlig vikingetid, hvilket alle «-stad»navne vidner om: Vemundstad, Fenstad, Hermstad, Baustad, Denstad. Navneforskningen fortæller os at der i hele vikingetiden var fast bosættning omtrent i de samme områder som hvor der bor folk i dag, over tusind år senere.

### Middelalderen
Kong Sverres sidste søslag som foregik 8. juni 1198 stod på Strindfjorden lige ud for Hindrem i Leksvik. Sverres birkebeinerhær på 1.200 mand slog Nikolaus Arnessons baglerhær. De overlevende fra baglerhæren skal have flygtet, men blev indhentet og dræbt af Sverres mænd. På Amborneset står i dag et monument efter dette slag. Monumentet blev rejst og afsløret i oktober 2005.
I slutningen af middelalderen skal der også være bygget en stavkirke på Hindrem som bliver nævnt i Trondhjems reformats 1589, «Hindareims kirkja». Frem mod 1650'erne var denne kirke faldefærdig og kirkebyggeren Ole Jonsen Hindrum blev engageret til at reparere den. Nyt tårn og spir stod færdig i 1653, men man frygtede at kirken skulle falle sammen så man bestemte sig for at bygge en helt ny kirke. Denne stod færdig i 1665 og var af tømmer. Hindrum kirke stod til 1895 da den blev nedrevet og tømmeret solgt til byggning af en bygård i Trondheim.

### Moderne historie
Tidligere Rissa kommune var et resultat af en kommunesammenlægning i 1964, da kommunerne Rissa, Stadsbygd og Stjørna blev slået sammen til en storkommune. Leksvik har aldrig haft grænseændringer siden kommunen blev oprettet i 1837, før den blev slået sammen med Rissa i 2018.

### Rissaskreddet
Rissaskreddet var et lerskred i Rissa den 29. april 1978. Kviklerskreddet er det største som har ramt Norge i 1900-tallet da over 20 huse og landbrug blev taget af skredet og én person omkom.